# Felipe Villanueva
Felipe de Jesús Villanueva Gutiérrez (Tecámac, Estado de México, 5 de febrero de 1862 - México Distrito Federal, 28 de mayo de 1893), fue un violinista, pianista y compositor mexicano. Es una de las figuras más conocidas del romanticismo musical mexicano, que floreció durante el período histórico conocido en México como el porfiriato.

## Biografía
De ascendencia indígena y rural, fue uno de los 11 hijos de Francisca Gutiérrez y Zenón Villanueva, quien fue presidente municipal. Su hermano mayor Luis quien tocaba el violín influyó en Felipe. A los diez años de edad participó en la banda de Tecámac, y escribió su "Cantata patriótica, el retrato del cura Hidalgo" para piano y cuatro voces; un año más tarde compuso su mazurca para piano El último adiós. En 1873 ingresó al Conservatorio Nacional de Música bajo la protección del director del plantel, Alfredo Bablot. Sin embargo fue dado de baja, más tarde por el plantel, de manera que debió costear sus estudios de piano y armonía en clases privadas con el maestro Antonio Valle, pero la esposa de Valle no lo veía con buenos ojos por lo que tuvo que volver a Tecámac, donde Hermenegildo Pineda si lo recibió en la banda de nuevo. Zenón intentó inscribirlo en el Instituto de Música de Toluca, y también fue rechazado. 
Valentín Hernández si apoyó a los Villanueva, consiguió hospedaje en Ciudad de México en 1876, a los catorce años de edad, ingresó como violinista a la orquesta del Teatro Hidalgo dirigida por José Cornelio Camacho, de quien recibió lecciones de composición, pero pronto falleció su padre. Se cambió a la banda del Teatro Nacional. En 1879 la empresa internacional Wagner y Levien Sucs publicó sus piezas para piano La erupción del Peñol y La llegada del ciclón, que lo dieron a conocer entre el público mexicano.
En 1887 fundó, junto el Grupo de los Seis: Ricardo Castro, Gustavo E. Campa, Juan Hernández Acevedo, Carlos J. Meneses e Ignacio Quesada, el "Instituto Musical", una academia oficial que transformó la enseñanza musical de México con una contribución fundamental de Villanueva, quien difundió obras de Johann Sebastian Bach, Frédéric Chopin, Franz Liszt y Antón Rubinstein.
El profesor José Ovando Ramírez en su libro "Felipe Villanueva Gutiérrez, su época, su vida, su obra", hace referencia al hecho de que este ilustre músico y compositor desarrolló otro estilo con su obra, en la época en que la música italiana predominaba en las preferencias musicales en Europa y América, incluido México, aunado a ciertas reminiscencias del vals vienés que introdujo una orquesta austriaca en México en la época del emperador Maximiliano. Sumado a la originalidad de las composiciones musicales mexicanas, dieron lugar a considerar a Felipe Villanueva Gutiérrez como uno de los destacados precursores del nacionalismo musical mexicano del siglo xix, época en la que el vals mexicano se distinguió por sus tiempos pausados, con carácter íntimo, añoranzas en su rítmica y de notable calidad musical, como el vals Dios nunca muere de Macedonio Alcalá, Sobre las olas de Juventino Rosas y Vals poético, primer vals de un grupo de tres valses lentos Causerie, Amor las mazurcas: Evelia, En el baile, Sueño dorado y las danzas Ana y Luz de Felipe Villanueva Gutiérrez.
En 1892, creó junto con Gustavo E. Campa y Carlos Meneses, la Sociedad Anónima de Conciertos para dar dar a conocer a través de conciertos, una música desconocida en México, lo cual su realización vigorizó el gusto por la música en el país, además de provocar entusiasmo por la música alemana. Escribió la ópera cómica Keofar (1892), que se estrenó en el Teatro Nacional de  Ciudad de México, con mucho éxito. Su Vals poético se conoce tanto en la versión para piano como en el arreglo sinfónico que de él hizo Gustavo Campa. Su obra para piano ha sido grabada por varios concertistas mexicanos. 
Falleció en 1893 a la edad de 31 años, dejando numerosas obras para canto y piano. Sus restos mortales fueron trasladados en 1945 a la Rotonda de las Personas Ilustres de la Ciudad de México.

## Obra
- Nocturno "Amar" (1872)
- Idolina (1872)
- Lamento (1872)
- Mazurka "Sueño Dorado" (1872)
- Un día de asueto (1872)

- Mazurka "La despedida" (1873)

- Danza "El último adiós" (1874)

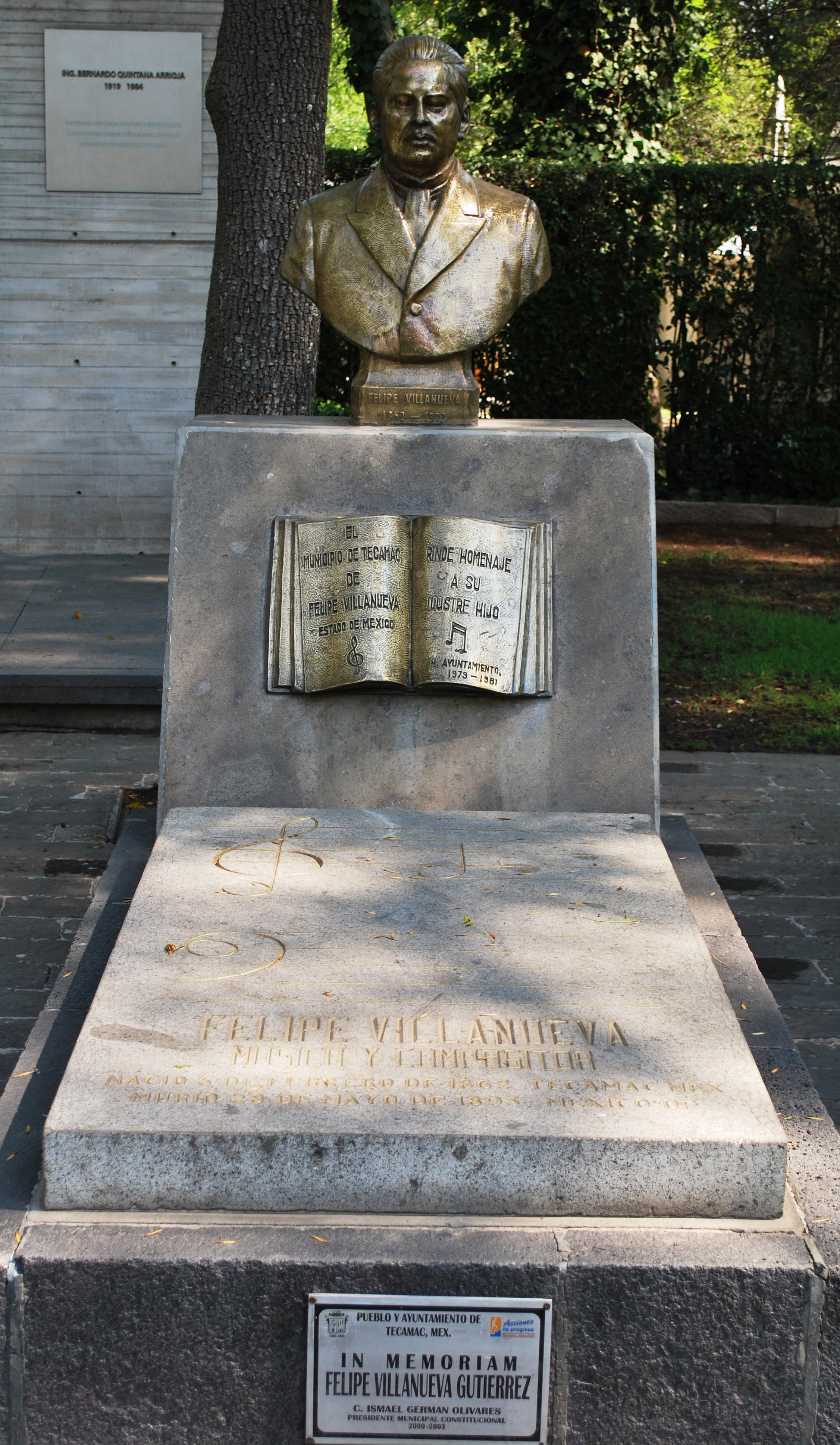
Sepulcro de Felipe Villanueva en la Rotonda de las Personas Ilustres.

- Vals "La caída de las montañas de Tecámac" (1876)

- Vals "A orillas del Guadalquivir", Vals "Natalia" (1879)

- Danza "La brisa", Danza "La erupción del peñol", Danza "La llegada del ciclón" (1880)
- Mazurka No. 3 Op. 27 (1886)

- Schottisch "Ana", Schottisch "¡Ay qué dos!", Danza "La pedradas", Schottisch "Luz" (1887)

- Gavota, a cuatro manos (1888)

- Vals lento "Causerie", Vals poético (1890)

- Lamento, a la memoria del gran patricio Benito Juárez (1891)

- Mazurka "Sueño Dorado" (1892)

- Keofar (1892)

- Vals de salón "Amor", Minueto (Fecha de la composición desconocida)
- Seis danzas humorísticas.
- Algo se pesca.
- ¿Y por qué?.
- ¡Oh la la!.
- Amorosa.
- Adelante.
- Enredo.
- Dos danzas.
- Cupido.
- Venus.
- Dos gavotas.
- Ebelia, mazurka de salón.
- El cariño, vals.
- En el paraíso, dos danzas.
- Adán.
- Eva.
- En el baile, mazurka. .
- María, mazurka.
- Mariquita, polka.
- Primera mazurka, Op. 20.
- Segunda mazurka, Op. 25.
- Tercera mazurka, Op. 27.
- Recuerdo, vals.
- Un sueño después del baile.
- Vals de concierto.